# Larus pacificus
La gaviota del Pacífico o gaviota tasmania (Larus pacificus) es una especie de ave Charadriiforme de la familia Laridae. Es una gaviota grande, de dorso y alas negros, tiene el pico más grande de todos los miembros de su familia.

## Historia natural
Patrulla la costa rastreando y efectúa buceos poco profundos en busca de peces, calamares, cangrejos y otras criaturas marinas. Rompe los bivalvos grandes dejándolos caer sobre las piedras. También come huevos y polluelos de aves marinas, e incluso aves adultas más pequeñas. La gaviota del Pacífico se encuentra en colonias pequeñas y laxas, o en parejas dispersas por la costa, a veces en el interior.

## Subespecies
Se conocen dos subespecies de gaviota del Pacífico:
- Larus pacificus georgii King, 1826
- Larus pacificus pacificus Latham, 1802